# Лев-Толстовський район
Лев-Толстовський район — адміністративна одиниця на північному сході Липецької області Росії.
Адміністративний центр — селище Лев Толстой.

## Географія
Площа — 970 км². Район межує з Рязанською областю, а також з Чаплигінським, Данковським, Добровським і Лебедянським районами Липецької області.
Основні річки — Гущина Ряса, Ягідна Ряса, Ракова Ряса (пересихають).

## Історія
Астаповський (пізніше перейменований в Лев-Толстовський) район утворений 30 липня 1928 року в складі Центрально-Чорноземної області (ЦЧО) (до 1930 входив в Козловський округ).
20 жовтня 1933 року Президія ВЦВК ухвалив «Передати Люблінську і Зиковську сільради Лев-Толстовського району в Раненбургський район» *
Після поділу ЦЧО 31 грудня 1934 року увійшов до складу Воронезької, а 26 вересня 1937 року — у новостворену Рязанську область. Після утворення 6 січня 1954 року Липецької області включений до її складу. 1 лютого 1963 року район був скасований (територія увійшла в Данковський і Чаплигінський райони), але 11 січня 1965 року відновлений.

## Цікаві факти
У Льві Толстому є музей, де Толстой Лев Миколайович провів свої останні дні.